# Дарагановка
Дарагановка — хутор в Неклиновском районе Ростовской области. Входит в Новобессергеневское сельское поселение.

## География
Дарагановка располагается в 4 км (по автодороге) к западу от Таганрога.
Хутор находится в зоне умеренного климата.

### Улицы
| - ул. Лиманная - ул. Миусская - ул. Морская - ул. Прохладная | - ул. Северная - ул. Солнечная - ул. Спортивная - ул. Центральная |

## История
Год и история основания хутора до сих пор остаются неизвестными. Известно лишь, что в 1926 г. хутор Дарагановский был в составе Никольского сельсовета Николаевского района Таганрогского округа Северо-Кавказского края. Согласно переписи на тот момент хутор насчитывал 17 хозяйств, которыми в совокупности управляли 46 мужчин и 55 женщин. По национальности — все украинцы.

## Население
| 2010 |
| ---- |
| 496  |

## Курортный отдых
Сегодня Дарагановка — один из крупнейших курортно-рекреационных центров на эстуарии реки Миус, место превосходного отдыха для таганрожцев всех возрастов, популярное благодаря пляжам без ям и каменистому дну. Благодаря сильному течению, вода в ветреные дни прозрачна на небольшую глубину. Содержание сухих агентов, таких как пыль, превышает норму в 1,5 раза, сульфатов — 4 раза. В хуторе взрослых размещают на базе отдыха «Радуга», детей — в детском лагере «Солнечная Поляна». Отдых в здравницах хутора безопасен, так как территории этих объектов огорожены высоким забором и оснащены круглосуточным видеонаблюдением. Берег повсеместно облагорожен, на воображаемых пляжах установлены деревянные лежаки. Для некоторых категорий отдыхающих доступно катание на катамаране или моторной лодке.

## Дарагановка в литературе
В данном населённом пункте частично разворачивается действие романа Александра Алексеева «Падение с яблони» (М.: Изд. АНО Содружество «ПосредникЪ 2.0». 2014. — 346 с. ISBN 978-5-905929-02-1).